# BAR 007
O  BAR 007 foi o modelo da BAR da temporada de 2005 da Fórmula 1 e o último carro da equipe que a partir de 2006 seria chamada de Honda Racing F1 Team. Condutores: Jenson Button, Takuma Sato e Anthony Davidson. Além de Davidson, a escuderia teve mais dois pilotos de testes: os brasileiros Tony Kanaan e Enrique Bernoldi.

## Resultados[1]
(legenda) (em negrito indica pole position)
| Ano  | Chassis | Motor            | Pneus | Nº | Pilotos          | 1   | 2   | 3   | 4   | 5   | 6   | 7   | 8   | 9   | 10  | 11  | 12  | 13  | 14  | 15  | 16  | 17  | 18  | 19  | Pontos | Posição |  |
| ---- | ------- | ---------------- | ----- | -- | ---------------- | --- | --- | --- | --- | --- | --- | --- | --- | --- | --- | --- | --- | --- | --- | --- | --- | --- | --- | --- | ------ | ------- |  |
|      |         |                  |       |    |                  |     |     |     |     |     |     |     |     |     |     |     |     |     |     |     |     |     |     |     |        |         |  |
|      |         |                  |       |    |                  | AUS | MAL | BHR | SMR | ESP | MON | EUR | CAN | USA | FRA | GBR | GER | HUN | TUR | ITA | BEL | BRA | JPN | CHN |        |         |  |
| 2005 | 007     | Honda RA005E V10 | M     | 3  | Jenson Button    | 11† | Ret | Ret | DNQ |     |     | 10  | Ret | DNS | 4   | 5   | 3   | 5   | 5   | 8   | 3   | 7   | 5   | 8   | 38     | 6º      |  |
| 2005 | 007     | Honda RA005E V10 | M     | 4  | Takuma Sato      | 14† |     | Ret | DSQ |     |     | 12  | Ret | DNS | 11  | 16  | 12  | 8   | 9   | 16  | Ret | 10  | DSQ | Ret | 38     | 6º      |  |
| 2005 | 007     | Honda RA005E V10 | M     | 4  | Anthony Davidson |     | Ret |     |     |     |     |     |     |     |     |     |     |     |     |     |     |     |     |     | 38     | 6º      |  |

† Completou mais de 90% da distância da corrida.